# Coppa Intercontinentale di skeleton 2010
La Coppa Intercontinentale di skeleton 2010 è stata la terza edizione del circuito mondiale di secondo livello dello skeleton, manifestazione organizzata dalla Federazione Internazionale di Bob e Skeleton; è iniziata il 27 novembre 2009 a Winterberg, in Germania, e si è conclusa il 22 gennaio 2010 a Park City, negli Stati Uniti. Vennero disputate sedici gare: otto per le donne e altrettante per gli uomini in sei differenti località.
Vincitori dei trofei, conferiti agli atleti classificatisi per primi nel circuito, sono stati la tedesca Kathleen Lorenz nel singolo femminile, e il britannico Chris Type in quello maschile.

## Calendario
| Località             | Data                | Donne | Uomini |
| -------------------- | ------------------- | ----- | ------ |
| Winterberg           | 27–28 novembre 2009 | ●●    | ●●     |
| Schönau am Königssee | 5 dicembre 2009     | ●     | ●      |
| Cesana Torinese      | 11 dicembre 2009    | ●     | ●      |
| Lake Placid          | 7 gennaio 2010      | ●     | ●      |
| Calgary              | 14–15 gennaio 2010  | ●●    | ●●     |
| Park City            | 22 gennaio 2010     | ●     | ●      |
| Totale               | Totale              | 8     | 8      |

## Risultati

### Donne
| Data             | Località             | Prime classificate                                   | Seconde classificate      | Terze classificate                |
| ---------------- | -------------------- | ---------------------------------------------------- | ------------------------- | --------------------------------- |
| 27 novembre 2009 | Winterberg           | Melissa Hoar Australia                               | Kathleen Lorenz Germania  | Elena Judina Russia               |
| 28 novembre 2009 | Winterberg           | Kathleen Lorenz Germania                             | Melissa Hoar Australia    | Carla Pavan Canada                |
| 5 dicembre 2009  | Schönau am Königssee | Melissa Hoar Australia                               | Carla Pavan Canada        | Katharina Heinz Germania          |
| 11 dicembre 2009 | Cesana Torinese      | Kathleen Lorenz Germania                             | Melissa Hoar Australia    | Carla Pavan Canada                |
| 7 gennaio 2010   | Lake Placid          | Sarah Reid Canada                                    | Michelle Steele Australia | Donna Creighton Regno Unito       |
| 14 gennaio 2010  | Calgary              | Anja Huber Germania                                  | Amy Gough Canada          | Michelle Kelly Canada             |
| 15 gennaio 2010  | Calgary              | Anja Huber Germania                                  | Amy Gough Canada          | Michelle Kelly Canada             |
| 22 gennaio 2010  | Park City            | Kathleen Lorenz Germania e Michelle Steele Australia | non assegnato             | Darla Deschamps-Montgomery Canada |

### Uomini
| Data             | Località             | Primi classificati         | Secondi classificati       | Terzi classificati          |
| ---------------- | -------------------- | -------------------------- | -------------------------- | --------------------------- |
| 27 novembre 2009 | Winterberg           | Alexander Gassner Germania | David Lingmann Germania    | Matthew Antoine Stati Uniti |
| 28 novembre 2009 | Winterberg           | Chris Type Regno Unito     | Alexander Gassner Germania | Florian Grassl Germania     |
| 5 dicembre 2009  | Schönau am Königssee | Alexander Gassner Germania | David Lingmann Germania    | Chris Type Regno Unito      |
| 11 dicembre 2009 | Cesana Torinese      | Chris Type Regno Unito     | David Lingmann Germania    | Aleksandr Mutovin Russia    |
| 7 gennaio 2010   | Lake Placid          | John Daly Stati Uniti      | Anthony Sawyer Regno Unito | Matthew Antoine Stati Uniti |
| 14 gennaio 2010  | Calgary              | John Daly Stati Uniti      | Adam Pengilly Regno Unito  | Charles Wlodarczak Canada   |
| 15 gennaio 2010  | Calgary              | John Daly Stati Uniti      | Adam Pengilly Regno Unito  | Chris Type Regno Unito      |
| 22 gennaio 2010  | Park City            | John Daly Stati Uniti      | Chris Type Regno Unito     | Aleksandr Mutovin Russia    |

## Classifiche

### Donne
| Pos. | Nome atleta                | Nazione       | WIN-1 | WIN-2 | KÖN | CES | LAK | CAL-1 | CAL-2 | PKC | Totale |
| ---- | -------------------------- | ------------- | ----- | ----- | --- | --- | --- | ----- | ----- | --- | ------ |
| 1    | Kathleen Lorenz            | Germania      | 2     | 1     | 7   | 1   | 7   | 8     | 8     | 1   | 990    |
| 2    | Lucy Katherine Chaffer     | Australia     | 5     | 5     | 4   | 5   | 8   | 18    | 13    | 4   | 810    |
| 3    | Katharina Heinz            | Germania      | 6     | 4     | 3   | 6   | 4   | 6     | 6     | -   | 805    |
| 4    | Darla Deschamps-Montgomery | Canada        | 8     | 7     | 8   | 4   | 6   | 5     | -     | 3   | 775    |
| 5    | Katharine Eustace          | Nuova Zelanda | 12    | 13    | 10  | 14  | 9   | 7     | 5     | 11  | 715    |
| 6    | Sarah Reid                 | Canada        | 9     | 10    | 5   | 7   | 1   | -     | 7     | -   | 660    |
| 7    | Sarah Elisabeth Sydney     | Regno Unito   | 13    | 14    | 14  | 9   | 18  | 8     | 15    | 7   | 630    |
| 8    | Melissa Hoar               | Australia     | 1     | 2     | 1   | 2   | -   | -     | -     | -   | 570    |
| 9    | Keslie Tomlinson           | Stati Uniti   | 15    | 16    | 11  | 13  | 15  | 15    | 16    | 9   | 570    |
| 10   | Kimber Gabrysak            | Stati Uniti   | 19    | 17    | 12  | 17  | 10  | 16    | 18    | 9   | 535    |

### Uomini
| Pos. | Nome atleta        | Nazione     | WIN-1 | WIN-2 | KÖN | CES | LAK | CAL-1 | CAL-2 | PKC | Totale |
| ---- | ------------------ | ----------- | ----- | ----- | --- | --- | --- | ----- | ----- | --- | ------ |
| 1    | Chris Type         | Regno Unito | 5     | 1     | 3   | 1   | 6   | 9     | 3     | 2   | 1005   |
| 2    | Matthew Antoine    | Stati Uniti | 3     | 5     | 13  | 4   | 3   | 7     | 10    | 9   | 850    |
| 3    | Alexander Gassner  | Germania    | 1     | 2     | 1   | 12  | 6   | 5     | 7     | -   | 845    |
| 4    | Anthony Sawyer     | Regno Unito | 9     | 16    | 9   | 5   | 2   | 8     | 13    | 4   | 795    |
| 5    | Aleksandr Mutovin  | Russia      | 14    | 9     | 5   | 3   | 16  | 11    | 9     | 3   | 770    |
| 6    | Florian Grassl     | Germania    | 9     | 3     | 5   | 7   | 8   | 4     | 8     | -   | 760    |
| 7    | Daniel Mächler     | Svizzera    | 8     | 10    | 4   | -   | 5   | 6     | 4     | 7   | 760    |
| 8    | Charles Wlodarczak | Canada      | 7     | 6     | 18  | 10  | 19  | 3     | 5     | 10  | 730    |
| 9    | Keith Loach        | Canada      | 16    | 7     | 8   | 11  | 10  | 10    | 11    | 7   | 720    |
| 10   | Caleb Smith        | Stati Uniti | 15    | 8     | 11  | 8   | 9   | 14    | 12    | 5   | 710    |